# 聯合航空976號班機事故
聯合航空976號班機（英語：United Airlines Flight 976）是由阿根廷布宜諾斯艾利斯埃塞薩皮斯塔里尼部長國際機場飛往美國紐約約翰·甘迺迪國際機場的定期航班。1995年10月19－20日的航班降落後，一名名為傑拉德·芬納蘭（Gerard Finneran）的乘客被美國聯邦調查局逮捕，該名乘客被指控干擾航班的機組人員及威脅一名空服員。
在飛行過程中，華爾街投資銀行家傑拉德·芬納蘭（Gerard Finneran）在空服員認定其已酒醉而拒絕再提供酒精飲料後，使用暴力分別威脅和攻擊其中兩名空服員。芬納蘭乘坐的頭等艙還載有時任葡萄牙總統馬力歐·索阿雷斯、阿根廷外交和宗教事務部部長吉多·迪特亞及其保安人員，隨後他爬上餐飲推車，直接在車上排便，並使用亞麻餐巾紙擦拭自己的糞便，且將其塗抹在機艙各處。
機上的餐飲服務隨後因衛生問題而取消，空服人員也在艙內噴灑香水以抑制糞便的氣味。該機的飛行員曾試圖更改至波多黎各聖胡安的路易斯·穆尼奧斯·馬林國際機場降落，但因機上載有外國政要，為避免造成安全隱患而被拒絕。當時傑拉德·芬納蘭亦恢復冷靜並返回自己的座位。
芬納蘭的律師聲稱，其患有嚴重的旅行者腹瀉，但在飛行過程中被葡萄牙總統馬力歐·索阿雷斯的保安人員阻止他使用離座位最近的頭等艙洗手間。芬納蘭最終認罪並被判處罰款5,000美元、感化令2年，他也同意進行300小時的社會服務並賠償聯合航空1,000美元的清潔費用和其他乘客的機票費。該次事故被認為是航空史上最嚴重的空中憤怒事件。

## 航班
華爾街投資銀行家傑拉德·巴克利·芬納蘭（Gerard Buckley Finneran）為加州資產管理公司西部信託集團的執行長，也是美國空軍學院第一屆畢業生，後來又取得密西根大學羅斯商學院的工商管理碩士學位。在進入西部信託集團以前，他曾任職於花旗銀行和德崇證券，是第三世界（尤其在拉丁美洲地區）方面的債務專家。芬納蘭乘坐聯航976號班機飛往紐約，並前往其位在康乃狄克州格林威治的家（鄰近他的老家紐約州拉奇蒙特，他畢業於當地的艾奧娜預備學校）。
空服員莎朗·曼斯卡（Sharon Manskar）回憶說，乘坐頭等艙的芬納蘭在10月19日飛機自埃塞薩皮斯塔里尼部長國際機場起飛之前即開始鬧事。在喝完兩杯香檳酒後，他抱怨稱他坐在吸菸區並要求將座位更換至為機組人員預留的那排（供機組人員在長途的國際航班上休息），隨後他開始在機艙內來回走動，並威脅空服員（曾推擠曼斯卡），之後亦違反規定自行在後廚為自己盛裝更多香檳酒。:2
飛機即將起飛時，空服員曼斯卡自芬納蘭手中奪回香檳酒瓶，並勸說他返回座位上。飛機升空後，芬納蘭再度飲盡兩杯紅酒，之後另一名空服員又發現他在後廚自行倒酒，隨後他將酒瓶拿回座位並固定在兩腿間，一名男性空服員向他表示「現在不可喝饮料」（we're going to take a little break from drinking now），芬納蘭則起身離開座位並威脅要毆打該名空服員（過程中因此耽誤向一名宣稱生病的乘客提供急救箱）。:3在機務主管介入後，芬納蘭被送回座位，情緒也平靜下來。
用餐過後，空服員開始拉上頭等艙入口處的窗簾，而曼斯卡因机身搖晃而暂作休息，在起身時被芬納蘭推向窗簾，他則進入頭等艙廚房並發現一輛餐飲推車，隨後他爬上車蹲下並且脫去外褲和內褲排便:3，之後在其他乘客的注視下使用亞麻餐巾擦拭自己的糞便。
芬納蘭鞋上沾染了粪便，因而在行走时污染了地面；他还將沾染了粪便的餐巾紙在機艙壁上涂抹。此后他將自己反鎖在洗手間內。而在曼斯卡的幫助下，芬納蘭的商業夥伴兼旅伴蘇珊·伯根（Susan Bergan）將門鎖打開，芬納蘭也被帶回座位。在空服員提供毯子以掩蓋芬納蘭衣服上的氣味後，兩人逐漸睡著。隨後空服員在整架飛機的走道上噴灑卡爾·拉格斐的香水以進一步抑制糞便的氣味，後來也因為衛生风险而取消機上的餐飲服務，同時亦暫停空服員的休息時間以照顧芬納蘭。:3
當時飛機已到達加勒比海地區，飛行員曾試圖請求更改航線至波多黎各聖胡安的路易斯·穆尼奧斯·馬林國際機場降落，希望讓芬納蘭提前下機，但該機場的航空管制員拒絕了飛行員的請求，因為頭等艙內還載有時任葡萄牙總統馬力歐·索阿雷斯、阿根廷外交和宗教事務部部長吉多·迪特亞及其保安人員，他們預定前往紐約市參加聯合國成立50周年慶祝活動。通常基于安保考量，除非飛機出現故障，否則會避免在機上載有外國政要時緊急降落。

## 逮捕和審判
1995年10月20日凌晨，聯航976號班機於甘迺迪國際機場降落後，芬納蘭被港務管理警察局扣留，隨後被聯邦調查局逮捕。:3他被指控干擾機務人員、攻擊和恐嚇一名空服員，芬納蘭并不认罪，在繳納10萬美元的保釋金後獲釋。10天後，聯邦地區法官瓊·阿澤瑞克批准檢方修改對芬納蘭的保釋條件，其中要求他參與酗酒輔導計劃（alcohol counseling program），以及未經法院允許不得乘坐任何飛機。
芬納蘭的辯護律師查爾斯·斯迪爾曼（Charles Stillman）在法庭上下均否認其委託人飲酒與事件的關聯。斯迪爾曼對《紐約每日新聞》表示「這完全是虛假的，這是一個可怕的謊言」，他稱芬納蘭一直患有嚴重的旅行者腹瀉，但被葡萄牙總統馬力歐·索阿雷斯的保安人員阻止他使用頭等艙洗手間，儘管他當時就在該艙「我的委託人當時正遇上嚴重的醫療緊急事件，航空公司本應予以關注」。
1996年2月13日，芬納蘭對威脅空服員一事表示認罪，他告訴紐約東區聯邦地區法官史蒂文·高頓（Steven M. Gold）當空服員停止向其提供酒精飲料後，他感到很生氣「我變得很惱火，還說了些暗示人身威脅的話。具體來說，就是（我會打爛你的屁股！）」，芬納蘭告訴高頓，他希望自己在法庭上是清醒的，因此除了在周日（2月11日）的晚餐時喝了一杯酒外，開庭前的24小時內均滴酒不沾。
在該次聆訊上，辯護律師斯迪爾曼告訴法庭，他的委託人已同意向聯合航空賠償1,000美元的清潔費用，以及其他乘客的機票費共4.8萬美元，同時承諾進行300小時的社會服務。1996年5月，芬納蘭被判處感化令2年及5,000美元的罰款，聯邦地區法官高頓也命令他接受酗酒輔導，以及在乘坐飛機時不得飲酒。

## 影響
芬納蘭在飛機上的行為及被捕事件演變為美國的全國性新聞，也成為流行喜劇的素材。脫口秀主持人、喜劇演員大衛·賴特曼宣讀了「傑拉德·芬納蘭的十大藉口」（Top Ten Gerard Finneran Excuses），如「你試著喝14小時的酒，看看是否能分辨餐飲推車和洗手間之間的差別」、「他以為自己聽到有人喊我們要墜機了！而這（在推車上排便）只是他死前一直想做的事」等。《間諜》雜誌將該次事故列於1995年「Spy 100」年度最不討人喜歡的事件中第22位，該雜誌指出芬納蘭的行為比任何一個機上娛樂都要有趣。
2004年底，芬納蘭因阿茲海默症病逝，他在生命的晚期加入了非營利組織南四十公司（South Forty Corporation）擔任志工，該組織旨在幫助解決罪犯於刑滿出獄後的就業和住處問題。而聯合航空在該次事件後仍以976作為航班號碼直到2020年停用，最後一次使用於加州沙加緬度飛往伊利諾州芝加哥的航班。
至今為止，聯航976號班機事故與其他相似事件相比被認為是航空史上最嚴重的空中憤怒事件。2006年，《華爾街日報》專欄作家艾瑞克·費爾滕（Eric Felten）撰文將該次事故描述成在飛機上酒醉後不當行為的「最低下限」（nadir）；2015年，《富比士》在希爾頓全球酒店集團繼承人康瑞德·希爾頓（Conrad Hilton III）於英國航空自倫敦飛往洛杉磯的航班上發生吸食大麻並威脅空服員的事件後，寫道「這很難超越那段（聯航976號班機事故）雖未構成實際的恐怖襲擊案件，卻令人感到厭惡的空中憤怒事件」。